# Alchemilla goloskokovii
Alchemilla goloskokovii é uma espécie de rosácea do gênero Alchemilla, pertencente à família Rosaceae.